# Grażyna Mielnik-Niedzielska
Grażyna Mielnik-Niedzielska – polska lekarka otolaryngolog, audiolog i foniatra, prof. dr hab. nauk medycznych, od 2011 Konsultant Krajowy otorynolaryngologii dziecięcej.

## Kariera naukowa
Grażyna Mielnik-Niedzielska jest absolwentką Wydziału Lekarskiego Akademii Medycznej w Lublinie. W 1981 roku uzyskała II stopień specjalizacji z zakresu otolaryngologii, a w 1988 r tytuł specjalisty z zakresu foniatrii. Stopień doktora nauk medycznych  na podstawie rozprawy pt.: „Badania kliniczne i doświadczalne nad wpływem alkoholu na powstawanie niektórych schorzeń otolaryngologicznych” uzyskała w 1980 roku. Doktor habilitowany od 1992 roku, profesor nadzwyczajny AM w Lublinie od 1995 roku. W 1993 roku została kierownikiem Kliniki Otolaryngologii Dziecięcej AM w Lublinie, poszerzając zakres badań placówki o foniatrię i audiologię. Od 2003 roku profesor nauk medycznych, od 2006 profesor zwyczajny. W 2011 roku minister zdrowia powołał prof. Mielnik-Niedzielską na stanowisko Konsultanta Krajowego do spraw otorynolaryngologii dziecięcej.
Profesor jest członkiem redakcji naukowych czasopism: „International Journal of Pediatric Otorhinolaryngology”, „Otolaryngologia Polska” oraz „Otolaryngologia-Przegląd Kliniczny”. Była przewodniczącą Sekcji Otolaryngologii Dziecięcej Polskiego Towarzystwa Otolaryngologów Chirurgów Głowy i Szyi, przez trzy kadencje przewodnicząca Towarzystwa Otolaryngologów Dziecięcych.
Wybrana Lublinianką Roku 2014.

## Odznaczenia i nagrody
- Odznaka „Za wzorową pracę w służbie zdrowia” – 2000[4]
- Złoty Krzyż Zasługi – 2004[4]
- Wyróżnienie Ryngrafem za szczególne zasługi dla rozwoju DSK – 2007[4]
- Dyplom Marszałka Województwa Lubelskiego w postaci Grawertonu – 2012[4]